# Ил Риго (Перуђа)
Ил Риго је насеље у Италији у округу Перуђа, региону Умбрија.
Према процени из 2011. у насељу је живело 555 становника. Насеље се налази на надморској висини од 285 м.